# Stephen Horsman
Pour les articles homonymes, voir Horsman.
Stephen Horsman est un homme politique canadien, il est élu à l'Assemblée législative du Nouveau-Brunswick lors de l'élection provinciale de 2014 Il représente la circonscription de Fredericton-Nord en tant qu'un membre de l'Association libérale du Nouveau-Brunswick.
Lorsque le gouvernement Gallant est assermenté officiellement le 7 octobre 2014, il est nommé ministre de la Sécurité publique et de la Justice et vice-premier ministre au Conseil exécutif du Nouveau-Brunswick.
En 2016, il devient ministre de la Famille et de l'Enfance tout en conservant ses fonctions de vice-premier ministre.